# Констанція Манціарлі
Констанція Манціарлі (нім. Constanze Manziarly; 14 квітня 1920, Інсбрук, Австрія — ?) — німецький дієтолог і кухар, яка працювала у Адольфа Гітлера. Після того, як Манціарлі покинула фюрербункер, про її місце знаходження нічого не відомо.

## Біографія
Її батько був греком, мати — австрійкою. Після закінчення реального училища Манціарлі вивчилася в бюджетному навчальному закладі на дієтолога. У 1943 році вона влаштувалася на роботу до Адольфа Гітлера. Манціарлі була особистим кухарем Гітлера під час їх перебування в фюрербункері.
Разом з Гердою Крістіан і Траудль Юнге 22 квітня 1945 року Манціарлі отримала персональний дозвіл від Гітлера на від'їзд з фюрербункера, однак всі вони залишилися з фюрером до його самогубства.
1 травня 1945 року біля половини дев'ятого вечора Манціарлі покинула фюрербункер в складі групи, яку очолював Вільгельм Монке. До групи також входили особистий пілот Гітлера Ганс Баур, начальник охорони Йоганн Раттенгубер, секретарі Герда Крістіан, Траудль Юнге і Ельза Крюгер.
Подальша доля Манціарлі відома тільки зі слів Траудль Юнге: в 1989 році Юнге стверджувала, що востаннє бачила Манціарлі в складі групи з чотирьох жінок, які повинні були доставити важливий звіт Карлу Деніцу, але в якийсь момент через метушню група розпалася, і Манціарлі спробувала змішатися з натовпом місцевих жінок. Однак, у своїй книзі «До останньої хвилини» вона стверджує, що Манціарлі востаннє 2 травня, коли дієтолог зайшла разом з радянськими солдатами в берлінський метрополітен, кажучи: «Вони хочуть бачити мої документи». (Юнге в книзі вказує, що Манціарлі, маючи пухкість в щоках, цілком могла бути прийнята радянськими солдатами за росіянку). Більше вона її не бачила.